# Popienko
Popienko (niem. Pfaffen See) – niewielkie, płytkie jezioro na Równinie Torzymskiej, w powiecie słubickim, w gminie Rzepin.
Jezioro położone wśród lasów Puszczy Rzepińskiej, około 2,2 km na południowy zachód od miejscowości Gajec.  Jezioro posiada silnie zeutrofizowaną zatokę w swej wschodniej części. Zagospodarowane przez PZW.